# Атлетика на Летњим олимпијским играма 2012 — скок удаљ за жене
Такмичење у скоку удаљ за жене, је било, једна од 47 дисциплина атлетског програма на Летњим олимпијским играма 2012. у Лондону, Уједињено Краљевство. Такмичење је одржано 7. и 8. августа на Олимпијском стадиону.

## Учесници
Учествовале су 32 такмичарке у скоку удаљ, из 24земље. Од тога 20 такмичарки из 12 земаља прескочило је А квалификациону норму од 6,75 метара, а Б норму лоја је износила 6,65 метара 11 такмичарки из исто толико земаља. Специјалну позивницу добила је представница Бермуда.
| #   | Бр. | Земља                     | Такмичари                                                  |
| --- | --- | ------------------------- | ---------------------------------------------------------- |
| 1   | 3   | Белорусија                | Настасија Мирончук-Иванова Вериника Шуткова Волга Сударава |
| 2   | 3   | Русија                    | Јелена Соколова Ана Назарова Људмила Колчанова             |
| 3   | 3   | Сједињене Америчке Државе | Бритни Рис Челси Хејс Џанеј Делоч                          |
| 4   | 2   | Летонија                  | Лаума Грива Инета Радевича                                 |
| 5   | 2   | Украјина                  | Викторија Риибалко Мархарита Твердохлиб                    |
| 6   | 1   | Бахаме                    | Бјанка Стјуарт                                             |
| 7   | 1   | Бразил                    | Морен Хига Маги                                            |
| 8   | 1   | Француска                 | Елоиз Лезијер                                              |
| 9   | 1   | Немачка                   | Состене Могенара                                           |
| 10  | 1   | Уједињено Краљевство      | Сара Проктор                                               |
| 11. | 1   | Нигерија                  | Блесинг Окагбаре                                           |
| 12. | 1   | Швајцарска                | Ирена Пустерла                                             |

| #   | Бр. | Земља        | Такмичари           |
| --- | --- | ------------ | ------------------- |
| 13. | 1   | Колумбија    | Катерин Ибаргвен    |
| 14. | 1   | Грузија      | Maiko Gogoladze     |
| 15. | 1   | Норвешка     | Margrethe Renstrøm  |
| 16. | 1   | Филипини     | Marestella Torres   |
| 17. | 1   | Румунија     | Viorica Țigău       |
| 18. | 1   | Србија       | Ивана Шпановић      |
| 19. | 1   | Сијера Леоне | Ola Sesay           |
| 20  | 1   | Словачка     | Јана Велдјакова     |
| 21  | 1   | Шпанија      | Concepción Montaner |
| 22. | 1   | Турска       | Карин Мелис Меј     |
| 23. | 1   | Узбекистан   | Јулија Тарасова     |

| #   | Бр. | Земља   | Такмичари  |
| --- | --- | ------- | ---------- |
| 24. | 1   | Бермуди | Ана Пухила |

## Систем такмичења
Такмичње у овој дисциплини одржало се у два нивоа. Први ниво су квалификације у којима су учествовале све такмичарке подељене у две квалификационе групе. Свака такмичарка је са три скока покушала да постигне квалификациону норму. Такмичарке који су прескочиле задату норму аутоматски су се квалификовале за финале. Ако је мање од 12 такмичарки прескочило норму онда ће се та разлика попунити са онима које су постигле резултате најближе квалификационој норми. Квалификације и финале се одржавају у два дана.

## Кратак преглед такмичења
У квалификацијама само четири скакачице су прескочиле квалификациону норму, од тога три у првом покушају. Трећа од њих преставница Турске Карин Меј Мелис, није се појвила на финалном такмичењу. Бритни Рис која је имала најбољи скок у сезони пре Игара квалификовала се према резултату тек у трећем покушају.
После прве финалне серије повела је Инета Радевича са 6,88, а Јелена Соколова је била друга. Бритни Рис је у првом покушају преступила, али је у другом преузела вођство са 7,12. а Јелена Соколова са личним рекордом 7,07 прелази Инету Радевича на другом месту. У преостала три скока Бритни Рис има два преступа и испавам пети скок, али није поправила ранији резултат. Иако је без преступа Јелена Соколова није успела да на крају прескочи Рисову и остаје друга. У петом покушају Елоаз Лезијер је прескочила за 1 цм Радевича и до краја задржала треће место.

## Рекорди пре почетка такмичења
(4. јул 2012)
| Светски рекорд          | 7,52 м | Галина Чистјакова | Совјетски Савез  | Лењинград, СССР    | 11. јуни 1988.      |
| Олимпијски рекорд       | 7,40 м | Џеки Џојнер-Керси | САД              | Сеул, Јужна Кореја | 29. септембар 1988. |
| Најбољи резултат сезоне | 7,15   | Бритни Рис        | Сједињене Државе | Јуђин, САД         | 1. јул 2012         |

### Најбољи светски резултати у 2012. години
Десет најбољих светских скакачица у даљ 2012. године пре почетка такмичења (3. августа 2012), имале су следећи пласман на светској ранг листи.
| 1  | Бритни Рис Сједињене Државе          | 7,15 | 1. јул  |
| 2  | Ана Назарова Русија                  | 7,11 | 20. јун |
| 3  | Челси Хејс Сједињене Државе          | 7,10 | 1. јун  |
| 4  | Настасја Мирончик-Иванова Белорусија | 7,08 | 12. јун |
| 5  | Јелена Соколова Русија               | 7,06 | 4. јул  |
| 6  | Олга Кучеренко Русија                | 7,03 | 6. мај  |
| 7  | Џанеј Делоч Сједињене Државе         | 7,03 | 1. јул  |
| 8  | Вероника Шуткова Белорусија          | 7,01 | 12. јун |
| 9  | Блесинг Окагбаре Нигерија            | 6,97 | 21.јун  |
| 10 | Вашти Томас Сједињене Државе         | 6,97 | 29. јун |
|    |                                      |      |         |
| 62 | Ивана Шпановић Србија                | 6,64 | 3. јун  |

## Сатница
| Датум                  | Време | Ниво          |
| ---------------------- | ----- | ------------- |
| Уторак, 7. август 2012 | 19:05 | Квалификације |
| Среда 8. август 2012   | 20:05 | Финале        |

## Победнице
|                                        |                          |                                         |
| Бритни Рис · Сједињене Америчке Државе | Јелена Соколова · Русија | Џанеј Делоч · Сједињене Америчке Државе |

## Резултати

### Квалификације
Квалификациона норма за улазак у финале износила је 6,70 метара. Норму су прескочиле четири такмичарке (КВ), а осталих осам су се пласирале према постигнутом резултату.(кв)
| Место | Група | Атлетичарка                | Земља                     | ЛР   | РС   |  | #1              | #2              | #3              | Резул.          | Бел.            |
| ----- | ----- | -------------------------- | ------------------------- | ---- | ---- |  | --------------- | --------------- | --------------- | --------------- | --------------- |
| 1.    | A     | Шара Проктор               | Уједињено Краљевство      | 6,95 | 6,95 |  | 6,83            | -               | -               | 6,83            | КВ              |
| 2.    | Б     | Џанеј Делоч                | Сједињене Америчке Државе | 7,03 | 7,03 |  | 6,81            | -               | -               | 6,81            | КВ              |
| 3.    | А     | Карин Меј Мелис            | Турска                    | 6,93 | 6,66 |  | 6,80            | -               | -               | 6,80            | КВ              |
| 4.    | А     | Јелена Соколова            | Русија                    | 7,06 | 7,06 |  | 6,63            | 6,71            | -               | 6,71            | КВ              |
| 5.    | Б     | Инета Радевича             | Летонија                  | 6,92 | 6,64 |  | 6,58            | 6,59            | 6,68            | 6,68            | кв              |
| 6.    | А     | Настасија Мирончук-Иванова | Белорусија                | 7,08 | 7,08 |  | 6,55            | 6,62            | 6,66            | 6,66            | кв              |
| 7.    | Б     | Ана Назарова               | Русија                    | 7,11 | 7,11 |  | x               | 6,62            | x               | 6,62            | кв              |
| 8.    | А     | Људмила Колчанова          | Русија                    | 7,21 | 6,87 |  | 6,57            | x               | 6,54            | 6,57            | кв              |
| 9.    | А     | Бритни Рис                 | Сједињене Америчке Државе | 7,23 | 7,15 |  | x               | x               | 6,57            | 6,57            | кв              |
| 10.   | Б     | Елоаз Лезијер              | Француска                 | 6,91 | 6,81 |  | 6,8             | x               | 6,38            | 6,48            | кв              |
| 11.   | А     | Ивана Шпановић             | Србија                    | 6,78 | 6,64 |  | x               | 6,21            | 6,41            | 6,41            | кв              |
| 12.   | Б     | Вероника Шуткова           | Белорусија                | 7,01 | 7,01 |  | 6,01            | 6,21            | 6,40            | 6,40            | кв              |
| 13.   | Б     | Аранча Кинг                | Бермуди                   | 6,50 | 6,50 |  | 6,40            | x               | 6,20            | 6,40            |                 |
| 14.   | А     | Волга Сударава             | Белорусија                | 6,85 | 6,85 |  | 6,38            | 6,35            | 6,13            | 6,38            |                 |
| 15.   | Б     | Морен Хига Маги            | Бразил                    | 7,26 | 6,82 |  | 6,37            | x               | 6,27            | 6,37            |                 |
| 16.   | Б     | Челси Хејс                 | Сједињене Америчке Државе | 7,10 | 7,10 |  | 6,11            | 6,37            | 6,05            | 6,37            |                 |
| 17.   | А     | Блесинг Окагбаре           | Нигерија                  | 6,97 | 6,97 |  | 6,32            | 6,20            | 6,34            | 6,34            |                 |
| 18.   | А     | Бјанка Стјуарт             | Бахаме                    | 6,81 | 6,71 |  | 5,30            | 6,31            | 6,32            | 6,32            |                 |
| 19.   | Б     | Консепсион Монтанер        | Шпанија                   | 6,92 | 6,60 |  | 6.30            | 6.13            | x               | 6.30            |                 |
| 20.   | Б     | Викторија Рибалко          | Украјина                  | 6,95 | 6,95 |  | x               | 6,21            | 6.29            | 6.29            |                 |
| 21.   | Б     | Состен Могенара            | Немачка                   | 6,88 | 6,88 |  | 6,23            | x               | x               | 6,23            |                 |
| 22.   | А     | Марестела Торес            | Филипини                  | 6,71 | 6,62 |  | 5,98            | 6,21            | 6,22            | 6,22            |                 |
| 23.   | А     | Ола Сесај                  | Сијера Леоне              |      |      |  | 6.22            | 5.77            | 5.91            | 6.22            |                 |
| 24.   | Б     | Виорика Цигау              | Румунија                  |      |      |  | 6.21            | x               | x               | 6.21            |                 |
| 25.   | Б     | Ирена Пустерла             | Швајцарска                | 6,84 | 6,66 |  | 6,20            | 6,14            | 4,88            | 6,20            |                 |
| 26.   | А     | Мархарита Твердохлиб       | Украјина                  | 6,80 | 6,80 |  | x               | 6,19            | 6,19            | 6,19            |                 |
| 27.   | Б     | Јана Велдјакова            | Словачка                  | 6,72 | 6,65 |  | 6,02            | 6,18            | x               | 6,18            |                 |
| 28.   | А     | Лаума Грива                | Летонија                  | 6,68 | 6,67 |  | 6,10            | 5,96            | 6,08            | 6,10            |                 |
| —     | А     | Маико Гоголадзе            | Грузија                   | 6,65 | 6,65 |  | x               | x               | x               | Нема пласман    | Нема пласман    |
| —     | А     | Јулија Тарасова            | Узбекистан                | 6,81 | 6,47 |  | x               | x               | x               | Нема пласман    | Нема пласман    |
| —     | Б     | Катерин Ибаргвен           | Колумбија                 | 6,73 | 6,73 |  | Није стартовала | Није стартовала | Није стартовала | Није стартовала | Није стартовала |
| —     | Б     | Маргрета Ренстрем          | Норвешка                  | 6,68 | 6,67 |  | Није стартовала | Није стартовала | Није стартовала | Није стартовала | Није стартовала |

### Финале
| Место | Атлетичар                  | Земља                     | #1              | #2              | #3              | #4              | #5              | #6              | Резултат        | Белешка         |
| ----- | -------------------------- | ------------------------- | --------------- | --------------- | --------------- | --------------- | --------------- | --------------- | --------------- | --------------- |
|       | Бритни Рис                 | Сједињене Америчке Државе | x               | 7,12            | x               | x               | 6,69            | x               | 7,12            |                 |
|       | Јелена Соколова            | Русија                    | 6,80            | 7,07            | 6,84            | 6,93            | 6,78            | 6,79            | 7,07            | ЛР              |
|       | Џанеј Делоч                | Сједињене Америчке Државе | 6,77            | x               | 6,71            | 6,74            | 6,89            | x               | 6,89            |                 |
| 4     | Инета Радевича             | Летонија                  | 6,88            | 6,77            | 6,74            | x               | x               | 6,79            | 6,88            | ЛРС             |
| 5     | Ана Назарова               | Русија                    | x               | 6,77            | x               | 6,56            | 6,5             | 6,62            | 6,77            |                 |
| 6     | Људмила Колчанова          | Русија                    | x               | x               | 6,76            | 6,44            | x               | 5,97            | 6,76            |                 |
| 7     | Настасија Мирончук-Иванова | Белорусија                | 6,61            | 6,62            | 6,54            | 6,72            | x               | 4,55            | 6,72            |                 |
| 8     | Елоаз Лезијер              | Француска                 | 6,57            | x               | x               | x               | 6,67            | x               | 6,67            |                 |
| 9     | Сара Проктор               | Уједињено Краљевство      | 6,55            | x               | 6,37            | –               | –               | –               | 6,55            |                 |
| 10    | Вероника Шуткова           | Белорусија                | 6,37            | 6,54            | 6,53            | –               | –               | –               | 6,54            |                 |
| 11    | Ивана Шпановић             | Србија                    | 4,29            | 6,33            | 6,35            | –               | –               | –               | 6,35            |                 |
| —     | Карин Меј Мелис            | Турска                    | Није стартовала | Није стартовала | Није стартовала | Није стартовала | Није стартовала | Није стартовала | Није стартовала | Није стартовала |